# Ladoga completa
Ladoga completa är en fjärilsart som beskrevs av Derenne 1926. Ladoga completa ingår i släktet Ladoga och familjen praktfjärilar. Inga underarter finns listade i Catalogue of Life.